# Albrecht Zummach

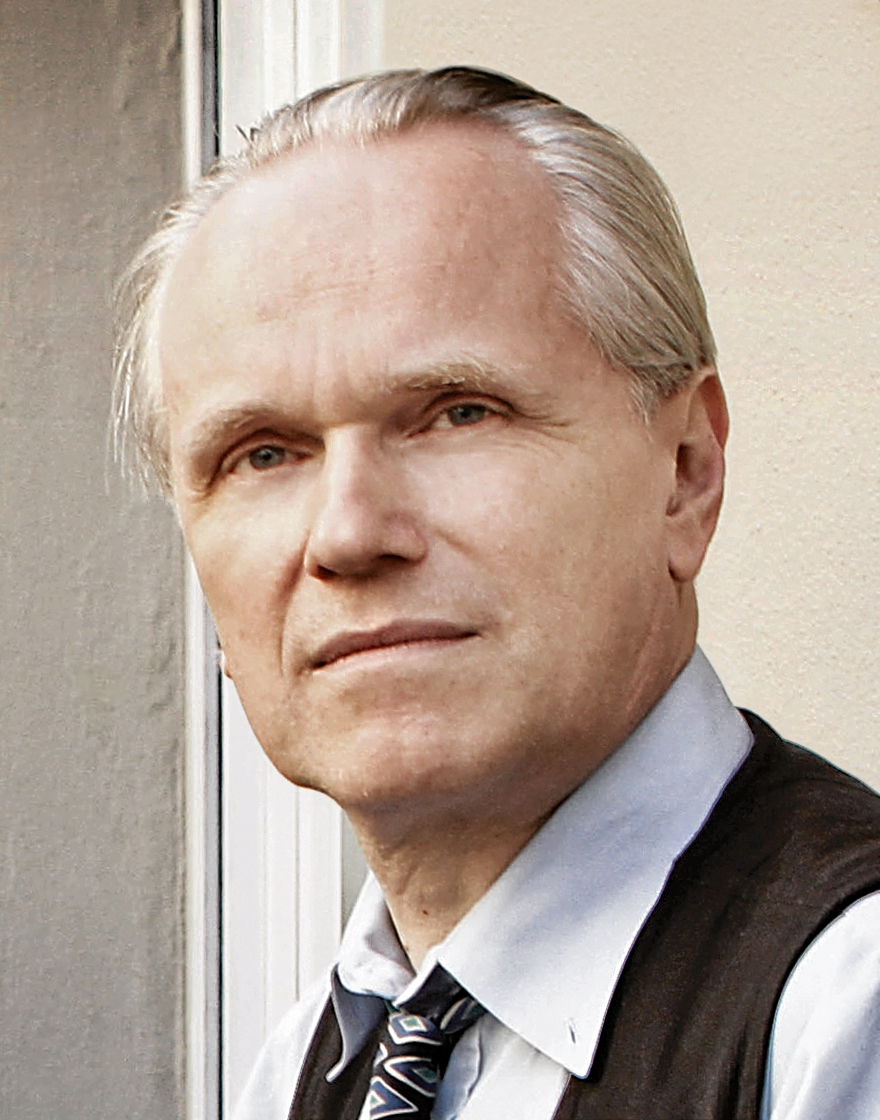
Albrecht Zummach (2013)

Albrecht Zummach (* 1957 in Neuwied) ist ein deutscher Komponist und Gitarrist, der vorwiegend im Bereich der Neuen Musik sowie des Chansons tätig ist.

## Leben und Werk
Albrecht Zummach erlernte in seiner Jugend das Gitarrespielen als Autodidakt und setzte sich insbesondere mit der Musik von Hanns Eisler auseinander. Er begann seine musikalische Karriere als Liedermacher und schrieb Chansons. Von 1978 bis 1982 studierte Zummach an der Hochschule für Musik in Köln im Hauptfach klassische Gitarre zunächst bei Professor Karl-Heinz Böttner, später bei Ansgar Krause und kam dabei zur Neuen Musik. Diese verschiedenen Bereiche wurden prägend für sein Komponieren.
Seit 1972 arbeitete er als Komponist und Gitarrist mit dem Sänger und Texter Joe Knipp zusammen und trat gemeinsam mit ihm als Chanson-Duo auf. 1984 erweiterte sich das Duo um den Vibraphonisten Clemens Dreyer, der ebenfalls an der Kölner Musikhochschule studiert hatte, zur Band Zinnober, die seither in gleicher Besetzung spielt: Joe Knipp (Texte, Gesang), Albrecht Zummach (Komposition, Gitarreninstrumente) und Clemens Dreyer (Vibraphon). Das Trio gab deutschlandweit Gastspiele mit seinen deutschsprachigen Chansons und tourte vor allem in den 1980er Jahren durch die Republik. Nach einer 12-jährigen Pause hatte die Band 1998 ihr Comeback und gibt seitdem wieder Konzerte, wie zum Beispiel in Köln im Alten Pfandhaus oder im Roten Salon.
Seit Ende der 1980er Jahre befasst Zummach sich vor allem mit der Komposition von Solo- und Ensemblewerken der Neuen Musik. Er schreibt Bühnenmusiken, wie unter anderem für das – seit Gründung 1987 unter künstlerischer Leitung von Joe Knipp stehende – Kölner Theater am Sachsenring (TAS), wo 2008 als größere Gemeinschaftsarbeit mit Knipp die Theaterrevue Für alle Fälle Fritz entstand. Außerdem vertont Zummach Texte für diverse Chansonniers und Chansonnetten. Seit 1990 gibt er Gitarrenunterricht an der Musikschule in Wipperfürth, seit 2005 auch an der Rheinischen Musikschule in Köln.
Zummach ist Mitglied der Kölner Gesellschaft für Neue Musik (KGNM), sowie Gründungsmitglied des Initiativkreises Freie Musik (IFM), dem Dachverband der professionellen freien Musikszene von Köln. Von 2003 bis 2012 arbeitete Zummach im Vorstand der KGNM und war maßgeblich an zahlreichen Konzertprojekten beteiligt.
Von 2005 bis 2015 leitete er gemeinsam mit John McAlpine das Projektensemble 05 und erarbeitete im Auftrag der KGNM „jährlich für die Kölner Musiknacht ein groß besetztes zeitgenössisches Werk unter gleichberechtigter Beteiligung von Laien und professionellen Musikern“. Neben A Collection of Rocks von John Cage, Chambers von Alvin Lucier, The Great Learning von Cornelius Cardew und Akt/Rückenansicht von Peter Ablinger wurden Auftragskompositionen von Antoine Beuger, Makiko Nishikaze, Andreas Wagner, Friedrich Jaecker, Oxana Omelchuk sowie  Albrecht Zummach und John McAlpine aufgeführt. Aufgrund seiner Erfahrungen mit diesem Spezial-Ensemble wurden er und John McAlpine 2012 und 2015 eingeladen, die beiden Werke von Cage und Cardew für das Festival Acht Brücken / Musik für Köln zu realisieren.
Im nordrhein-westfälischen Arbeitskreis Neue Musik NRW initiierte Zummach die Konzertreihe Stationen, die er seit 2012 als Gesamtkoordinator betreut.

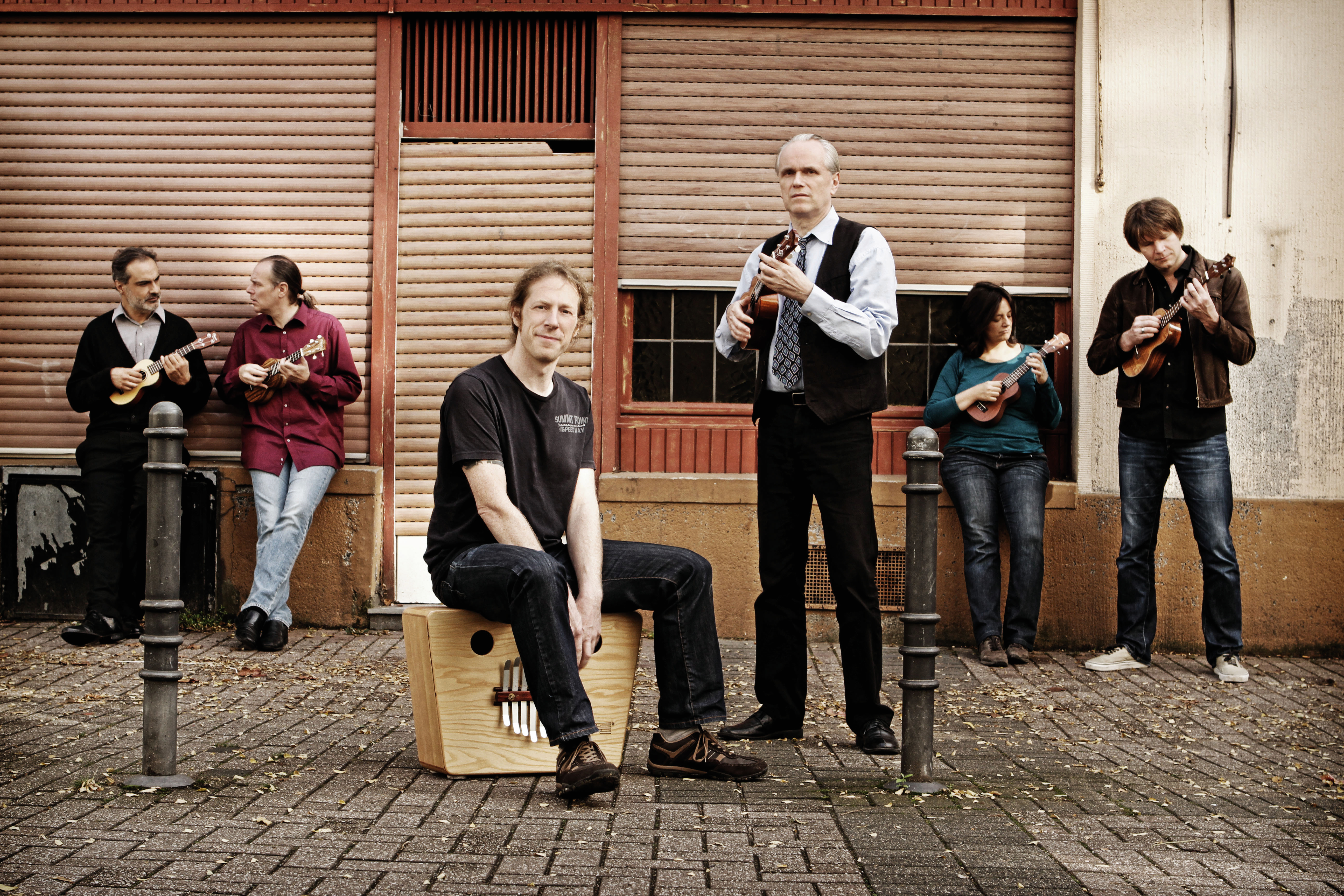
Das CQ – Cologne Contemporary Ukulele Ensemble (2013)

Nachdem die Ukulele seit Ende der 1990er Jahre zunehmend in Deutschland populär wurde, befasste Zummach sich mit den spieltechnischen Möglichkeiten des gitarrenähnlichen Zupfinstruments und gründete schließlich 2013 zusammen mit fünf Gleichgesinnten ein Ukulele-Ensemble für zeitgenössische Musik (engl. contemporary music), das so benannte CQ – Cologne Contemporary Ukulele Ensemble. Das Ensemble gab Ende 2013 mit einer Uraufführung des von Zummach komponierten Werks Q’s für 5 Ukulelen & Bass-Kalimba im Kölner Kolumba, dem Kunstmuseum des Erzbistums Köln, sein Debütkonzert und tritt seitdem regelmäßig in ganz Nordrhein-Westfalen auf.
Zummachs Werke wurden und werden überregional aufgeführt; sie sind im Eichen Musikverlag veröffentlicht.
Albrecht Zummach lebt und arbeitet in Köln.

## Auszeichnungen
- 1999: Preis der Deutschen Schallplattenkritik in der Sparte Song/Chanson, gemeinsam mit Joe Knipp und Clemens Dreyer als Band Zinnober für die CD Schnee von Gestern[4]
- 2000: Kulturpreis der Stadt Neuwied, zur Ehrung des Texters Joe Knipp und des Komponisten Albrecht Zummach[6]

## Werke
- Memories of Q’s (für Ukulele, 2015)
- in die Traufe (für 29 Spieler; Stimmen, Hände, Füße, Boomwhacker, Donnerbleche, Trommel, Saxophon, 2014)
- Q’s (für 5 Ukulelen & Bass-Kalimba, 2013)
- über die Wupper (Ein Klangbild am rauschenden Bach; für Saxophone, große Trommeln & Geländeperkussion, 2013)
- KLANGMAUER (Musik in der Landschaft; für Bläser & Klangakteure, 2009)
- Für alle Fälle Fritz (15 Songs für eine Revue; mit Gesang, zwei Ukulelen & Klavier; Texte: Joe Knipp, 2008)
- Alte Rechnungen (für Horn, Geige & Klavier, 2007)
- Keine Küsse (für Geige, Cello & Klavier, 1992/2007)
- Alte Lieder (Ein Reigen; für 2 Frauenstimmen und Ensemble; Sopran, Alt, Englischhorn, Bass-Klarinette, Horn, Posaune, große Trommel, Bratsche, Cello, Klavier, 2005)
- na und (für Streicher mit Trompete und Klarinette, 2002)
- Alte Welt (für drei Frauenstimmen und Ensemble; Sopran, Mezzo, Alt, 3 Flöten, Tuba, Klanghölzer, Harfe, 2001)
- auf der Stelle (7 Bagatellen für Gitarre, 2000)
- Fünf Lieder für ZINNOBER (auf Texte von Joe Knipp; für Gesang, Gitarre & Vibraphon, 1999)
- Ich Und Du (für 6 Mezzosoprane, 1999)
- ewig währt am längsten (für 6 Frauenstimmen & Gitarre, 1998/2000)
- l’Homme Armé (für Geige & Klavier, 1997)
- Zwei Königskinder (für Geige, 1997)
- O No John! (für Klavier, 1996)
- Tape–Dances (für Kassettenrekorder & einen Ausführenden, 1995)
- Es ist schon viel Wasser (für Geige & Cello, 1994)
- sssssss (für Geige, Cello, Klavier & vier Altblockflöten, 1993)
- Tribute to Samuel Morse (für Blockflöten, 1993)
- Hobo Signs (für Klavier, 1991)
- Partita 2 (für Geige & Zuspielband, 1989)
- Quo wat is? (Serenade mit Texten von Yaak Karsunke; für Ensemble mit Gesang; Geige, Bratsche, Cello, Vibraphon/kleine Trommel, Posaune, Gitarre, Gesang, 1982/87/91)
- Aufruf in letzter Minute / Auf Messers Schneide (2 Lieder auf Texte von Yaak Karsunke; für gemischten Chor & Klavier, 1988)
- Partita 1 (für Gitarre, 1981)